# انگس مک‌گیل
اَنگـِس مک‌گیل (انگلیسی: Angus McGill؛ ۲۶ نوامبر ۱۹۲۷ – ۱۶ اکتبر ۲۰۱۵) روزنامه‌نگار و نویسنده اهل بریتانیا بود.
از فیلم‌هایی که وی در آن‌ها نقش داشته‌است، می‌توان به فشار زمان اشاره نمود.